# George Gaynes
George Gaynes, ursprungligen Jongejans, född 16 maj 1917 i Helsingfors i dåvarande Storfurstendömet Finland, död 15 februari 2016 i North Bend, Washington, var en amerikansk skådespelare.
Gaynes hade på mödernet finskt-ryskt och på fädernet holländskt påbrå. Han bodde i Schweiz, Frankrike och Storbritannien innan han 1946 kom till New York för att vara med i en Broadway-musikal. Han var bland annat känd för sin roll som kommendant Eric Lassard i Polisskolan-filmerna. Gaynes medverkade även i filmen Tootsie (1982) och i komediserierna Punky Brewster och Mitt i vimlet - Molly Dodd.

## Filmografi (urval)
- 1966 – Gänget
- 1971 – Läkarnas kvinnor
- 1973 – Varulvens son
- 1973 – Slaughter slår till
- 1973 – Våra bästa år
- 1976 – Pang i bygget
- 1976 – Nä, nu blommar det
- 1980 – Experimentet
- 1982 – Döda män klär inte i rutigt
- 1982 – Tootsie
- 1983 – Att vara eller inte vara eller Det våras för Hamlet
- 1984 – Polisskolan
- 1984 – En fru för mycket
- 1984–1988 – Punky Brewster (TV-serie)
- 1985 – Polisskolan 2 – Första uppdraget
- 1986 – Polisskolan 3 – Begåvningsreserven
- 1987 – Polisskolan 4 – Kvarterspatrullen
- 1988 – Polisskolan 5 – Uppdrag Miami Beach
- 1989 – Polisskolan 6 – Går under jorden
- 1989–1991 – Mitt i vimlet - Molly Dodd (TV-serie)
- 1992–1993 – Hearts Afire (TV-serie)
- 1994 – Vanja på 42:a gatan
- 1994 – Polisskolan 7: Uppdrag i Moskva
- 1996 – Häxjakten
- 1997 – Wag the Dog
- 2003 – Smekmånaden